# Císařský znak Mandžukua

Císařský znak

Císařský znak Mandžukua byl znak či emblém čínské dynastie Aisin Gyoro v době funkce státu Mandžukuo a státní znak a pečeť Mandžukua. Představuje květ orchideje. Využívala ho standarta císaře Pchu Iho jako hlavy státu. Na standartě byl ve zlaté barvě na žlutém podkladu, symbolizujícím mandžuskou národnost. Byl vytvořen poodle Japonského státního znaku představujícího chryzantému a využíván členy císařské rodiny, armádou ( Císařská garda ), v propagandě , na dokumentech a na budovách. Pošta ho využívala také na poštovní známky.

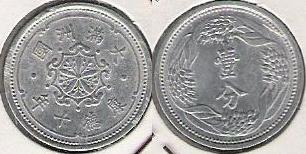
Státní pečeť na minci (1 fen)
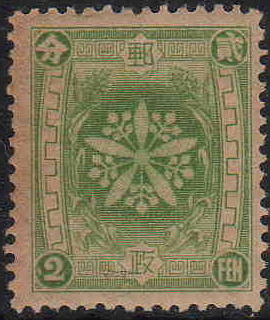
Znak na poštovní známce